# Municipio de Chandler (condado de Huron)
El municipio de Chandler (en inglés: Chandler Township) es un municipio ubicado en el condado de Huron en el estado estadounidense de Míchigan. En el año 2010 tenía una población de 472 habitantes y una densidad poblacional de 5,15 personas por km².

## Geografía
El municipio de Chandler se encuentra ubicado en las coordenadas 43°53′52″N 83°10′21″O / 43.89778, -83.17250. Según la Oficina del Censo de los Estados Unidos, el municipio tiene una superficie total de 91.68 km², de la cual 91,41 km² corresponden a tierra firme y (0,29 %) 0,27 km² es agua.

## Demografía
Según el censo de 2010, había 472 personas residiendo en el municipio de Chandler. La densidad de población era de 5,15 hab./km². De los 472 habitantes, el municipio de Chandler estaba compuesto por el 97,46 % blancos, el 0,85 % eran afroamericanos, el 0,64 % eran amerindios, el 1,06 % eran de otras razas. Del total de la población el 2,12 % eran hispanos o latinos de cualquier raza.